# جزیره پورتلند
longitudeجزیره پورتلندlatitudeجزیره پورتلند
جزیره پورتلند (به انگلیسی: Isle of Portland) یک منطقهٔ مسکونی در انگلستان است که در جنوب غربی انگلستان واقع شده‌است.

## خصوصیات
جزیره پورتلند ۱۲٬۴۰۰ نفر جمعیت دارد.